# Mary Leakey
Mary Leakey, geboren Mary Douglas Nicol, (Londen, 6 februari 1913 – Nairobi, 9 december 1996) was een Britse archeologe en ontdekster van het eerste Proconsul-skelet.
Ze deed ook een van de grootste ontdekkingen uit de geschiedenis van de paleontologie: de Laetoli-voetsporen. Deze voetsporen, bewaard in vulkanische as in Tanzania, zijn de oudst bekende sporen van tweevoetige voortgang door mensachtigen.
Voorts begon zij samen met haar man, Louis Leakey, de opgravingen in de Olduvaikloof. Hun zoon Richard Leakey trad in de voetsporen van zijn ouders door zijn onderzoek naar de oorsprong van de mens.

## Werk

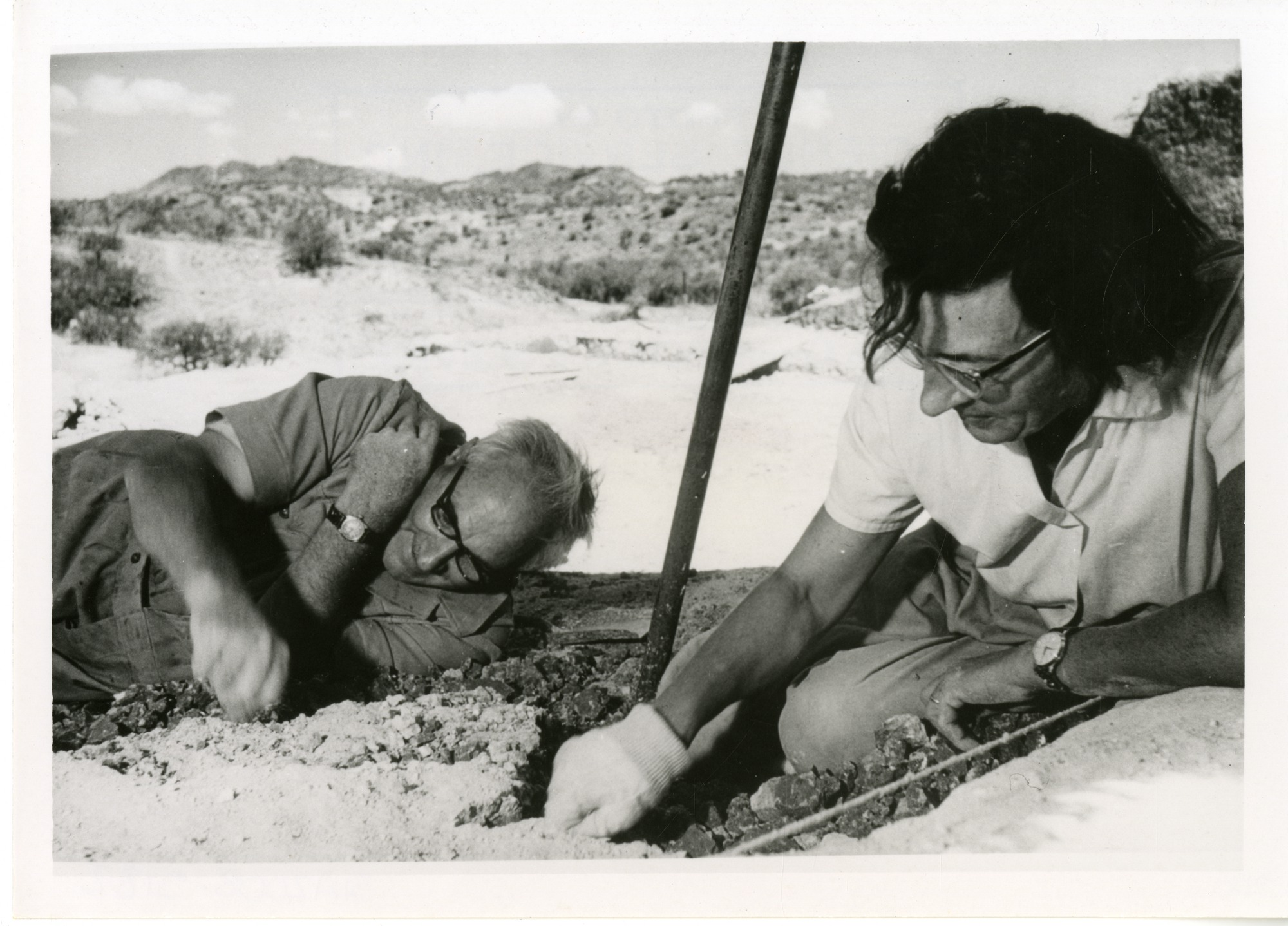
Mary & Louis Leakey bij de Olduvaikloof

- 1930 - 1934, opgraving te Hembury in Devon onder Dorothy Liddell
- 1934, opgraving te Swanscombe
- 1935 - 1959, Olduvaikloof in de Serengeti velden in Tanzania
- 1948, Proconsul op Rusinga-eiland
- 1976 - 1981, Laetoli

## Publicaties (selectie)
- Excavations at Njoro River Cave, 1950, samen met Louis Leakey
- Olduvai Gorge: Excavations in Beds I and II, 1960-1963, 1971.
- Olduvai Gorge: My Search for Early Man, 1979
- Africa's Vanishing Art: The Rock Paintings of Tanzania, 1983